# Grand-Auverné
Grand-Auverné – miejscowość i gmina we Francji, w regionie Kraj Loary, w departamencie Loara Atlantycka.
Według danych na rok 2010 gminę zamieszkiwało 805 osób, a gęstość zaludnienia wynosiła 23 osoby/km².